# Китайская чайка
Китайская чайка (лат. Saundersilarus saundersi) — вид птиц из семейства чайковых. Ранее систематики относили его к роду чаек (Larus). На территории России — залётный вид, встречающийся на юге Дальнего Востока. Видовое название дано в честь британского орнитолога Говарда Сондерса.

## Описание
Мелкая чайка (длина тела 30—33 см, размах крыльев 80—90 см). Внешним обликом напоминает черноголовую чайку, но заметно мельче, конец крыла белый с мелкими чёрными пятнами, клюв чёрный. Летом голова чёрная, вокруг глаза тонкое белое кольцо. В зимнем наряде голова белая с тёмным пятном за глазом (как у черноголовой и озёрной чаек). От малой чайки отличается рисунком из чёрных пятен на крыльях.

## Образ жизни
Китайские чайки охотятся, летая на высоте около 10 м и пикируя на добычу сверху. Питаются рыбой, крабами и червями. Для китайской чайки характерен клептопаразитизм — птицы воруют добычу у птиц других видов. Плавают китайские чайки плохо, поэтому предпочитают отдыхать на земле, в частности, у кромки прибоя. Моногамны, причём у каждой пары есть своя территория. В мае откладывают 2—3 яйца, период инкубации составляет примерно 22 дня. На зимовку улетают в октябре.

## Распространение
Обитают в Китае, Гонконге, Японии, КНДР, Южной Корее, Макао, России, Тайване и Вьетнаме. 20 % популяции приходится на китайские прибрежные болота, известные как водно-болотные угодья Яньчэн. Чайки гнездятся в восточной части Китая и на западном побережье Кореи в солёных маршах, поросших преимущественно Suaeda glauca. Зимуют птицы на юге Китая, Гонконге, Макао, Тайване, Южной Корее, на юго-западе Японии и во Вьетнаме. Зимой они предпочитают эстуарии и садки для разведения рыбы, но некоторая часть удаляется от побережья вглубь материка, чтобы перезимовать на озёрах и маршах. В России это редкий залётный вид на южном побережье Приморского края и на Южных Курилах.

## Статус
Общее число птиц этого вида оценивается в 21—22 тыс. особей и, по оценкам, сокращается. Международный союз охраны природы присвоил ему статус находящегося под угрозой (VU). Основной угрозой считается разрушение мест обитания, то есть солоноватых болот, и интродукция вида растений Spartina alterniflora. То, что взрослых птиц тревожат на гнёздах, также приводит к тому, что большее количество яиц и птенцов становятся жертвами хищников.